# Tetranchyroderma mainensis
Tetranchyroderma mainensis is een buikharige uit de familie van de Thaumastodermatidae. De wetenschappelijke naam van de soort werd voor het eerst geldig gepubliceerd in 2009 door Hummon en Guadiz.